# 에노쿠마촌
에노쿠마촌(荏隈村)은 오이타현 오이타군에 있던 촌이다. 현재의 오이타시의 일부에 해당한다.